# ProjeKct Three
ProjeKct Three è stato un side project della band King Crimson.
Il ProjeKct Three è formato da Robert Fripp, Trey Gunn e Pat Mastelotto.
Il 3 marzo 2003 il ProjeKct Three ha suonato al posto dei King Crimson al Birchmere a causa di un malessere di Adrian Belew. Durante il concerto, il gruppo interagì col pubblico in maniera molto diretta, con una serie di "domande" seguite dalle "risposte" del pubblico.
Questo è, insieme al tour in Texas nel Marzo del 1999, l'unica apparizione live del ProjeKct Three.
Una registrazione di quel concerto è stata pubblicata nel Febbraio 2007 attraverso il King Crimson Collectors' Club.

## Formazione
- Robert Fripp - chitarra (1997-1999)
- Trey Gunn - basso (1997-1999)
- Pat Mastelotto - batteria (1997-1999)

## Discografia
- 1999 - Masque
- 2004 - Live in Austin, TX
- 2007 - Live in Alexandria, VA